# 黎明杀机 (游戏)
《黎明死線》是一款由比哈维尔互动公司開發，星风工作室發行的非對稱競技生存恐怖遊戲。於2016年6月14日以Microsoft Windows版在Steam上首次發售。手機版原定於2019年底於Android&iOS平台上發售，後於2020年4月16日发布，最後於2025年3月20日早上十時正式停止營運。
除了原創角色，遊戲還包括來自各種恐怖系列的角色，例如《月光光心慌慌系列》、《求生之路系列》、《德州電鋸殺人狂系列》、《猛鬼街系列》、《奪魂鋸系列》、《鬼玩人系列》、《歡樂世界》、《鬼臉殺手》、《怪奇物語》、《沉默之丘系列》、《墓穴電視》、《生化危機系列》、《養鬼吃人系列》、《环界系列》、《荣耀战魂》、《異形》、《鬼娃恰吉》、《龍與地下城》、《古墓奇兵》、《惡魔城》、《玩具熊的午夜后宫》。

## 事紀
2020年，網易正式攻略黎明死線，開始Beta測試。
2021年中，網易版黎明死線正式於Android和IOS平台發行。目前，網易黎明死線手機版版權角色，如《午夜凶鈴》的貞子和淺川楊一，《奪魂鋸》的警探泰普和阿曼達，《養鬼吃人》的地獄修士《猛鬼街》的夢魘和《月光光心慌慌》的勞麗·斯特羅德和邁克爾·邁爾斯。
2021年11月17日，由于网飞《怪奇物语》的授权问题，官方将游戏中与其联动的内容下架。南希、史蒂夫两名角色和怪物魔王将不再出售，相关地图也被直接删除。已经购买的玩家可以继续使用，这也是首次《黎明杀机》删除联动内容。

## 背景設定
惡靈（The Entity）以人類的希望為糧食，創造了幻境，以殺手生前發生過慘絕人寰的悲劇為原型，讓殺手在此追殺逃生者。殺手們也是人類，曾經殺人無數，但都是因為各種現實極端的原因，被惡靈抓住後，經過無數的折磨，他們失去了自我並開始替惡靈收割人類的靈魂。遊戲的副標題為「Death is not an escape」，意思為「死亡不是解脫」。因為玩家扮演的倖存者角色是被困在惡靈創造的世界裡，不論是成功從某個地圖開門逃脫、跳地道或是被獻祭甚至處決，倖存者總是會回到同一個地方。遊戲開始畫面中的篝火處，剛才發生的一切就好像做夢一樣。然後再次被追殺再次被殺或逃脫，無限循環下去。
遊戲在2016年首发时只有三个地图系列，分别是邁克米倫莊園、廢舊車庫、寒風農場，每个系列共5个不同的地图，总共15个初始地图，每個地點和殺手的生前都有關係。在开始运营六年以来，陆续新增了16個系列共25张地圖。

## 遊玩方式
每場遊戲有一名殺手（The Killer）與四名逃生者（The Survivors）參加，依遊玩人數+1決定打開大門需要修好的發電機數量（一般情況下需要修理5台發電機）。扮演殺手的玩家負責找出逃生者，將他們擊倒後，抓起並掛在地圖中的鉤子獻祭，掛上後須經過兩個階段的時間讓惡靈伸出爪子（共2分鐘），刺殺逃生者並將他們吞噬，但期間其他逃生者可以救援被掛起來的人，或者被掛的人在第一階段有4%的機率自行脫鉤（Take Chance to Escape）若進入第二階段則無法自行脫鉤，並且逃生者必須完成技能檢驗（QTE）以掙扎（Struggle）來防止爪子刺殺自己，隨著惡靈獻祭進度，技能檢驗的成功區域將會逐漸縮小，第三階段則會直接被爪子殺死，成為供奉給惡靈的祭品（Sacrificed）。另外殺手也可以藉由自身的特殊能力、攜帶的傳承技能與能力附加品或是使用祭品解鎖處決能力，在達成某些條件時可直接殺死逃生者。
而參與遊戲逃生者須把地圖上出現的七個發電機修好五臺，使電力流通地圖邊緣的兩扇大門，再藉由門旁的開關打開大門逃生。同時地圖上具有窗戶、木板、木门、櫃子和寶箱等可互动的物件增加了玩家双方的游戏策略性，若逃生者們不幸被殺到只剩一人，則最后一个人可以选择使用地道逃生。
2019年5月7日，官方為了避免遊戲進行到殘局時發生玩家雙方僵持不下的窘境，遂將原本无法被关闭的地道改成可被殺手關閉，另外更新了「絕命終局機制」（The Endgame Collapse），當大門有任一扇開啟，或者地道被殺手關閉時，會顯示一條2分鐘的計時器，當有逃生者倒地或上鉤時倒數計時速度會變慢50%，但永遠不會停止計時 , 也不會因為倒地或上鉤人數變多而使減速效果疊加，計時結束時所有尚未逃生的逃生者將會被惡靈吞噬，並記為殺手的一般獻祭。

## 角色簡介

### 逃生者（The Survivor）
逃生者每個角色技能不一，技能可藉由消耗血點來點擊血網進行解鎖或升級，除基礎角色其餘需要付費購買DLC解鎖，非版權角色還可使用遊戲中的貨幣「螢光裂片」購買。進入遊戲時玩家可以自行選擇角色，直到一輪遊戲結束，方可更換角色。倖存者的勝利條件是修好正式開始遊戲時的發電機，修好需求的發電機數量後出口就會通電讓生存者尋找並打開出口逃脫。
1. 德懷特·費菲爾德（Dwight Fairfield）
2. 梅格·托馬斯（Meg Thomas）
3. 杰克·朴（Jake Park）
4. 克勞黛特·莫萊（Claudette Morel）
5. 妮婭·卡爾森（Nea Karlsson）
6. 勞麗·斯特羅德（Laurie Strode）
7. 埃斯·維斯孔蒂（Ace Visconti）
8. 威廉·「比爾」·奧弗貝克（William "Bill" Overbeck）
9. 鳳敏（Feng Min）
10. 大衛·金（David Kein）
11. 昆汀·史密斯（Quentin Smith)
12. 偵探泰普（David Tapp）
13. 凱特·登森（Kate Denson)
14. 亞當·弗朗西斯（Adam Francis)
15. 傑夫·約翰森（Jeff Johansen）
16. 珍·羅梅羅（Jane Romero）
17. 安旭利·威廉姆斯（Ash Williams)
18. 南西·威勒（Nancy Wheeler）
19. 史帝夫·哈靈頓（Steve Harrington）
20. 木村優衣（Yui Kimura）
21. 薩麗娜·卡西爾（Zarina Kassir）
22. 雪柔·梅森（Cheryl Mason）
23. 菲利克斯‧里奇特（Felix Richter）
24. 伊洛迪‧拉科托（Élodie Rakoto）
25. 李允珍（Yun-Jin Lee）
26. 里昂·S·甘乃迪（Leon S. Kennedy）
27. 克里斯·雷德菲尔德[註 16]
28. 吉兒·范倫廷（Jill Valentine）
29. 米卡拉．里德（Mikeala Reid）
30. 浅川阳一（Asakawa Yoichi）
31. 哈迪‧寇爾 (Haddie Kaur)
32. 艾達‧王 (Ada Wong)
33. 蕾貝卡‧錢伯斯 (Rebecca Chambers)
34. 维托里奥·托斯卡诺（Vittorio Toscano）
35. 雷纳托·利拉
36. 塔丽塔·利拉
37. 加布里埃尔·索玛
38. 尼古拉斯·凯奇
39. 艾倫·蕾普利
40. 艾倫·韋克
41. 賽貝爾·瓦德
42. 蘿拉·克羅夫特

### 殺手（The Killers）
殺手每個角色技能不一，除基礎角色外，非版權（角色形象為官方原創）角色還可使用遊戲中的貨幣「螢光裂片」購買。而版權角色均需通過購買其對應的DLC的方式解鎖。進入遊戲時玩家可以自行選擇角色，直到一輪遊戲結束，方可更換角色。殺手的勝利條件是追逐且擊倒倖存者，將倖存者掛到勾子上使其死亡，並巡邏干擾發電機。
1. 陷阱殺手/艾文・邁克米倫[註 18]
2. 幽靈/菲利浦・奧哲莫[註 19]
3. 電鋸殺手/馬克斯・湯普森二世[註 20]
4. 護士/莎莉·史密森[註 21]
5. 妖巫/麗莎·雪伍德[註 22]
6. 醫生/赫曼·卡特[註 23][註 24]
7. 女獵手/安娜[註 25]
8. 小丑/肯尼斯·"傑佛瑞·霍克"·切斯[註 26]
9. 怨靈/山岡凜[註 27]
10. 軍團/法蘭克·莫里森、茱莉、喬伊、蘇西[註 28]
11. 瘟疫/亞迪莉絲[註 29]
12. 鬼武者/山岡火山[註 30]
13. 死亡槍手/凱勒布·奎因[註 31]
14. 枯魔/塔伯特·葛萊姆斯[註 32]
15. 雙胞胎/夏洛特・德沙耶、維克多・德沙耶[註 33]
16. 騙術師/河知雲[註 34]
17. 藝術家/卡米娜・莫拉[註 35]
18. 影魔[註 36]
19. 白骨女商人
20. 奇点
21. 面具殺人魔/麥克·邁爾斯[註 37]
22. 食人魔/布巴·索耶[註 38]
23. 夢魘/佛萊迪·克魯格[註 39]
24. 門徒/亞曼達·楊[註 40]
25. 鬼臉/丹尼·"傑德·歐森"·強森[註 41]
26. 魔王[註 42]
27. 處刑者/三角頭[註 43]
28. 復仇邪神[註 44]
29. 地獄修士/釘子頭[註 45]
30. 山村貞子[註 46]
31. 操纵者/阿尔伯特‧威斯卡[註 47]
32. 恶骑士/塔尔霍斯·科瓦克斯[註 48]
33. 好孩子娃娃/查爾斯‧李‧雷/恰吉[註 49]

## 可下載内容（DLC）
- † 版權角色

| DLC                                          | 新殺手                               | 新逃生者                                                           | 新地圖                                                                                   | 發佈日期       |
| -------------------------------------------- | ------------------------------------ | ------------------------------------------------------------------ | ---------------------------------------------------------------------------------------- | -------------- |
| 瀕死之息（The Last Breath）                  | 護士（The Nurse）                    | 妮婭·卡爾森（Nea Karlsson）                                        | 克洛普瑞恩瘋人院（Crotus Prenn Asylum）                                                  | 2016年8月18日  |
| 月光光心慌慌（The Halloween Chapter）†       | 麥克·邁爾斯／面具殺人魔（The Shape） | 洛莉·史特羅德（Laurie Strode）                                     | 哈登菲爾德（Haddonfield）                                                                | 2016年10月25日 |
| 穢土幻境（Of Flesh and Mud）                 | 巫妖（The Hag）                      | 埃斯·維斯孔蒂（Ace Visconti）                                      | 黑水沼澤（Backwater Swamp）                                                              | 2016年12月8日  |
| 惡靈勢力（Left Behind）†                     | –                                    | 威廉·"比爾"·奧弗貝克（William "Bill" Overbeck）                    | –                                                                                        | 2017年3月8日   |
| 瘋狂火花（Spark of Madness）                 | 醫生（The Doctor）                   | 鳳敏（Feng Min）                                                   | 萊理療養中心（Léry's Memorial Institute）                                                | 2017年5月11日  |
| 暗黑搖籃曲（A Lullaby for the Dark）         | 女獵手（The Huntress）               | 大衛·金（David King）                                              | 紅樹林（Red Forest）                                                                     | 2017年6月27日  |
| 人皮臉（LeatherFace）†                       | 食人魔（The Cannibal）               | –                                                                  | –                                                                                        | 2017年9月14日  |
| 猛鬼街（A Nightmare on Elm Street）†         | 夢魘（The Nightmare）                | 昆汀·史密斯（Quentin Smith）                                       | 春木鎮（Springwood）                                                                     | 2017年10月26日 |
| 電鋸驚魂（The Saw Chapter）†                 | 門徒（The Pig）                      | 大衛·泰普（David Tapp）                                            | 吉迪恩肉製品加工廠（Gideon Meat Plant）                                                  | 2018年1月23日  |
| 謝幕（Curtain Call）                         | 小丑（The Clown）                    | 凱特·登森（Kate Denson）                                           | - 克洛普瑞恩瘋人院（Crotus Prenn Asylum） - 坎貝爾神父的教堂（Father Campbell's Chapel） | 2018年6月12日  |
| 斷絕血脈（Shattered Bloodline）              | 怨靈（The Spirit）                   | 亞當·弗朗西斯（Adam Francis）                                      | 山岡家族地產（Yamaoka Estate）                                                           | 2018年9月18日  |
| 黑暗滲透（Darkness Among Us）                | 軍團（The Legion）                   | 傑夫·約翰森（Jeffrey "Jeff" Johansen）                             | 奧蒙德（Ormond）                                                                         | 2018年12月11日 |
| 忠誠消亡（Demise of the Faithful）           | 瘟疫（The Plague）                   | 珍妮·羅梅羅（Jane Romero）                                         | - 紅樹林（Red Forest） - 贖罪神廟（The Temple of Purgation）                             | 2019年3月19日  |
| 鬼玩人（Ash vs Evil Dead）†                  | –                                    | 艾許利·「艾許」·威廉斯（Ashley "Ash" J. Williams）                 | –                                                                                        | 2019年4月2日   |
| 鬼臉（Ghost Face）†                          | 鬼臉（The Ghost Face）               | –                                                                  | –                                                                                        | 2019年6月18日  |
| 怪奇物語（Stranger Things）†                 | 魔神（The Demogorgon）               | - 南西·威勒（Nancy Wheeler） - 史帝夫·哈靈頓（Steve Harrington）   | 霍金斯國際實驗室（Hawkins National Laboratory）                                          | 2019年9月17日  |
| 被詛咒的遺產（Cursed Legacy）                | 鬼武者（The Oni）                    | 木村優衣（Yui Kimura）                                             | - 山岡家族地產（The Yamaoka Estate） - 憤怒聖所（The Sanctum of Wrath）                  | 2019年12月3日  |
| 怨恨鎖鏈（Chains of Hate）                   | 死亡槍手（The Deathslinger）         | 薩麗娜·凱斯爾（Zarina Kassir）                                     | 葛蘭威爾之墓（The Grave of Granvale）                                                    | 2020年3月10日  |
| 沉默之丘（Slient Hill）†                     | 處刑者（The Executioner）            | 雪柔·梅森（Cheryl Mason）                                          | 米德維奇小學（Midwitch Elementary School）                                               | 2020年6月17日  |
| 墮落深淵（Descend Beyond）                   | 枯魔（The Blight）                   | 菲力克斯‧里奇特（Felix Richter）                                   | –                                                                                        | 2020年9月8日   |
| 血緣牽絆（A Binding of kin）                 | 雙胞胎（The Twins）                  | 伊洛迪‧拉科托（Élodie Rakoto）                                     | –                                                                                        | 2020年12月1日  |
| 全殺（All-kill）                             | 騙術師（The Trickster）              | 李允珍（Yun-Jin Lee）                                              | –                                                                                        | 2021年3月31日  |
| 惡靈古堡（Resident Evil）†                   | 追跡者（The Nemesis)                 | - 里昂·S·甘乃迪（Leon S. Kennedy） - 吉兒·范倫廷（Jill Valentine） | 浣熊市警局(Raccoon City police station)                                                  | 2021年6月15日  |
| 養鬼吃人 （Hellraiser）†                     | 地獄修士 (The Cenobite)              | –                                                                  | -                                                                                        | 2021年9月7日   |
| 女巫降臨（Hour of the Witch）                | -                                    | 米卡拉．里德（Mikeala Reid）                                       | -                                                                                        | 2021年10月20日 |
| 謀殺案畫作（A portrait of murder)            | 藝術家（The Artist）                 | Jonah Vasquez                                                      | 烏鴉高塔（Eyrie of Crows）                                                               | 2021年11月10日 |
| 貞子再临（Sadako Rising）†                   | 貞子（The Onryō）                    | 浅川阳一（Asakawa Yoichi）                                         |                                                                                          | 2022年3月8日   |
| 恐懼根源（Roots of Dread)                    | 影魔 (The Dredge)                    | 哈迪‧寇爾 (Haddle Kaur)                                            | 极乐园（Garden of joy）                                                                  | 2022年6月7日   |
| 惡靈古堡：W計劃（Resident Evil: PROJECT W) † | 操纵者 (The Mastermind)              | 艾達‧王 (Ada Wong) 、蕾貝卡‧錢伯斯 (Rebecca Chambers)              | -                                                                                        | 2022年8月30日  |
| 由迷雾造就（Forged in Fog）                  | 恶骑士（The Knight）                 | 维托里奥·托斯卡诺（Vittorio Toscano）                              | 残垣广场（The Shattered Square）                                                         | 2022年11月23日 |
| 酷刑利器                                     | 白骨女商人                           | 雷纳托·利拉 塔丽塔·利拉                                            | 掩护林（重制）                                                                           | 2023年3月8日   |
| 终极传输                                     | 奇点                                 | 加布里埃尔·索马                                                    | 多巴着陆点                                                                               | 2023年6月13日  |
| 尼可拉斯‧凱吉（Nicolas Cage）†               | –                                    | 尼可拉斯‧凱吉（Nicolas Cage）                                      | –                                                                                        | 2023年7月25日  |
| 異形（Alien）†                               | 異形（The Xenomorph）                | 愛倫‧蕾普利（Ellen Ripley）                                        | 諾史莫號殘骸                                                                             | 2023年8月29日  |
| 恰吉（Chucky）†                              | 恰吉（The Good Guy）                 | –                                                                  | –                                                                                        | 2023年11月29日 |
| 艾倫‧韋克（Alan Wake）†                      | –                                    | 艾倫‧韋克（Alan Wake）                                             | –                                                                                        | 2024年1月31日  |
| 邪門隱道（All Things Wicked）                | 神秘人（The Unknown）                | 賽貝爾‧瓦德（Sable Ward）                                          | 格林維爾廣場                                                                             | 2024年3月12日  |
| 龍與地下城（Dungeons & Dragons）†            | 巫妖（The Lich）                     | 艾思翠‧亞撒（Aestri Yazar）                                        | 忘卻遺跡                                                                                 | 2024年6月3日   |
| 古墓奇兵（Tomb Raider）†                     | –                                    | 蘿拉·克羅夫特（Lara Croft）                                        | –                                                                                        | 2024年7月17日  |
| 惡魔城（Castlevania）†                       | 德古拉（ The Dark Lord）             | 拉爾夫‧貝爾蒙特（ Trevor Belmont）                                 | –                                                                                        | 2024年8月28日  |

## 审查
2022年1月10日，中国大陆弹幕视频网站bilibili公布禁止直播的游戏名单，其中有《黎明杀机》。
2022年2月25日，《黎明杀机》在
bilibili遭到屏蔽，在bilibili搜索“黎明杀机”没有任何搜索结果，《黎明杀机》在bilibili的官方账号的蓝色小闪电认证亦消失，并被改名为“bili_217194491”，后该账号手动更名为“DBD_CN”（即“Deay By Daylight China”的缩写），但该账号的企业认证暂未恢复。
2022年8月，《黎明杀机》的相关视频再次允许上架bilibili。但游戏中造成（或被造成）伤害、上钩、处决等画面需经遮挡或马赛克处理。

## 腳註

### 出典
1. ↑  . Steam.   [2016-06-06]. （原始内容存档于2019-06-07）.
2. ↑  . Starbreeze.   [2016-06-06]. （原始内容存档于2019-04-02） （英国英语）.
3. ↑  . Saiga NAK.   [2021-03-12] （中文（繁體））.
4. ↑  . Dead by Daylight.   [2021-03-12]. （原始内容存档于2021-01-25）.
5. ↑  . Fun World.   [2021-08-01]. （原始内容存档于2021-12-30）.
6. ↑  .   [2021-08-28]. （原始内容存档于2020-05-19）.
7. 1 2  浮梦. . 游侠网. 2022-02-25  [2022-04-17]. （原始内容存档于2022-06-29） （中文（中国大陆））.